# ジョシュ・ロンバーガー
ジョシュア・ロンバーガー（Joshua Lomberger、1980年11月25日 - ）は、アメリカ合衆国のプロレス実況アナウンサー、元プロレスラー。ニュージャージー州シーアイル出身。ジョシュ・マシューズ（Josh Matthews）の名でWWEのスマックダウンの実況を務めていた。

## 来歴
2001年にWWFのプロレスラーオーディション番組『タフイナフ』に出演。最終選考でメイヴェン、ニディアに敗れ合格を逃す。その後、ジミー・ハートの主宰するXWFに参戦した後WWEとアナウンサーとして契約。SmackDown!のインタビュアーとヴェロシティの実況を務めた。元々レスラー志望であったためWWEのスーパースターに頻繁に襲撃され、オーランド・ジョーダンとは抗争になり試合を行なったこともある（その際はブッカーTの救援を受けて勝利を収めた）。
特筆すべきは、彼が生粋のプロレスマニアということである。アメリカだけでは無く日本のプロレスにも精通しており、ヴェロシティの実況ではその片鱗が数多く見られた。
- ブライアン・ケンドリックの得意技「スライス・ブレッド」を「ジャパニーズ・シラヌイ」（不知火）と呼んだ（スライス・ブレッドと不知火は同型技）。同選手がWWEに復帰した際にも「彼は日本でZERO-ONEやハッスルに出場していました」と紹介した。
- サコダのZERO-ONEでの経歴を詳しく紹介。
- アンダーカードに出場した若手レスラーの変形ウラカン・ラナを「モモ☆ラッチ」と呼んだ。直後に「日本の女子プロレスラーが使用する技です」と補足。
- ジミー・ヤンがコーナーで見せたサマーソルト・キックを「タイガーマスクのようだ!」と表現した。

プライベートでは2005年に同団体の元ディーヴァのルー・デボーナと結婚している。
2009年4月からECWのアナウンサーとなり、同じくプロレスマニアを自称するマット・ストライカーとコンビを組んでいた。ヴェロシティ時代に比べるとマニアぶりをうかがわせる実況は少なくなった。その後ストライカーがSmackDown!の解説となったためバイロン・サクストンとコンビを組む。ECW終了後は新番組NXTのカラー・コメンテーターを務めた。
現在でもSmackDown!で実況、RAWでバックステージでのインタビュアーを務めていた。2011年には、ヒール実況時代のマイケル・コール、2012年にはヒール寄り解説のJBLと言い合いになることもあったが、2013年に実況を下ろされ、その後はインタビュアーとしての活動をしている。
2014年6月、WWEを解雇された。

2015年1月、TNAがIMPACTの放送局が1月から変わると同時にマシューズが実況担当することになった。

## 獲得タイトル
- インパクト・グランド王座 : 1回

## その他
たまにインタビューで核心をついた質問をするので、ヒールレスラーなどを怒らせることがある。

## 参照
1. ↑  PWMania.com：WWE Announcer Josh Mathews Released From The Company This Week